# NGC 6512
NGC 6512 је елиптична галаксија у сазвежђу Змај која се налази на NGC листи објеката дубоког неба.
Деклинација објекта је + 62° 38' 44" а ректасцензија 17h 54m 50,2s. Привидна величина (магнитуда) објекта NGC 6512 износи 13,9 а фотографска магнитуда 14,9. NGC 6512 је још познат и под ознакама MCG 10-25-115, CGCG 300-93, NPM1G +62.0226, PGC 61089.